# Championnat de France masculin de handball de deuxième division 2022-2023
Navigation
Proligue 2021-2022 Proligue 2023-2024
La Proligue 2022-2023 est la soixante-et-onzième édition du Championnat de France masculin de handball de deuxième division et la sixième sous le nom de Proligue.
Le Dijon Métropole Handball est déclaré champion de France après sa victoire en finale du Saran Loiret Handball. Les deux clubs sont promus en Starligue en tant que champion et premier de la saison régulière, respectivement.

## Formule
La Proligue est disputée par 16 clubs en deux phases : une phase régulière et une phase finale.
À l'issue de la phase régulière, le premier est promu en Starligue. La phase finale détermine ensuite le Champion de Proligue et le second promu :
- des barrages sont disputés en aller et retour entre les clubs classés de la 3e à la 6e place (le 3e contre le 6e et le 4e contre le 5e, le mieux classé recevant au match retour). Les deux vainqueurs de ces rencontres participent à un grand Final Four où ils retrouvent les deux premiers de la phase régulière. En cas d'égalité, l'équipe qui a marqué le plus grand nombre de buts à l'extérieur se qualifie pour les phases finales. En cas d'égalité parfaite, il y a une prolongation de 2 × 5 minutes puis une éventuelle séance de jets de 7 mètres en cas de nouvelle égalité à l'issue de cette prolongation.
- une finale à quatre est ensuite organisée sur deux jours consécutifs entre les vainqueurs des matchs de barrage et les clubs ayant terminé aux deux premières places de la phase régulière. Le club classé premier à l'issue de la phase régulière affronte le vainqueur des barrages le moins bien classé à l'issue de la phase régulière. Le vainqueur de cette phase finale est déclaré champion de Proligue et accède également en Lidl Starligue. Dans le cas où le club qui termine premier à l'issue de la phase régulière gagne la phase finale, c'est le finaliste qui l'accompagne en Lidl Starligue. En cas d'égalité, il y a une prolongation de 2 × 5 minutes puis une éventuelle séance de jets de 7 mètres en cas de nouvelle égalité à l'issue de cette prolongation.

En bas du classement, les deux derniers sont relégués en Nationale 1.

## Présentation

### Les clubs participants
| \| Cherbourg Bordeaux Tremblay Caen Villeurbanne Strasbourg Besançon Frontignan Dijon Billère Valence Nancy Pontault-C. Massy Sarrebourg Saran \| Localisation des clubs engagés dans le championnat. |
| Cherbourg Bordeaux Tremblay Caen Villeurbanne Strasbourg Besançon Frontignan Dijon Billère Valence Nancy Pontault-C. Massy Sarrebourg Saran                                                           |

| Club                              | Classement 2021-2022 | Entraîneur           | Salle                                  | Capacité théorique |
| --------------------------------- | -------------------- | -------------------- | -------------------------------------- | ------------------ |
| Saran Loiret Handball             | 15e de D1            | Fabien Courtal       | Halle Jacques Mazzuca                  | 950                |
| Nancy Handball                    | 16e de D1            | Yérime Sylla         | Parc des sports de Vandœuvre Nations   | 1 150              |
| Jeunesse sportive de Cherbourg    | 2e                   | Edu Roura            | Complexe sportif Jean-Jaurès           | 1 975              |
| Pontault-Combault Handball        | 3e                   | Guillaume Saurina    | Espace Roger Boisramé                  | 1300               |
| Dijon Métropole Handball          | 6e                   | Ulrich Chaduteaud    | Palais des sports Jean-Michel-Geoffroy | 3 200              |
| Tremblay Handball                 | 7e                   | Cherif Hamani        | Palais des sports de Tremblay          | 1 200              |
| Massy Essonne Handball            | 8e                   | Thomas Lefebvre      | Centre Pierre-de-Coubertin             | 800                |
| Billère Handball                  | 9e                   | Daniel Deherme       | Sporting d'Este                        | 1 500              |
| Caen Handball                     | 10e                  | Roch Bedos           | Palais des sports de Caen              | 2 950              |
| Sarrebourg Moselle-Sud Handball   | 11e                  | Arnaud Calbry        | Centre sportif Pierre-de-Coubertin     | 1 000              |
| Grand Besançon Doubs Handball     | 12e                  | Benoît Guillaume     | Palais des sports Ghani-Yalouz         | 3 280              |
| Strasbourg Eurométropole Handball | 13e                  | Denis Lathoud        | Gymnase des Malteries                  | 1 200              |
| Villeurbanne Handball Association | 14e                  | Semir Zuzo           | Salle des Gratte-Ciel                  | 1 500              |
| Valence Handball                  | 15e                  | Éric Forets          | Palais des sports Pierre-Mendès-France | 2 000              |
| Bordeaux Bruges Lormont           | 1re VAP de N1        | Benoît Peyrabout     | Salle Jean Gaudet                      | 500                |
| Frontignan Handball               | 2e VAP de N1         | Asier Antonio Marcos | Salle Henri Ferrari                    | 500                |

Remarque : le Valence Handball a été repêché après que le Cavigal Nice Handball n'a pas été autorisé à jouer en Proligue à la vue de sa situation financière.

### Budgets et salaires
Pour la saison 2022-2023, les budgets prévisionnels (exprimés en millions d'euros) et les masses salariales des clubs au 15 avril 2022 sont de :
| Club                              | Statut juridique | Budget          | Masse salariale | % du budget |
| --------------------------------- | ---------------- | --------------- | --------------- | ----------- |
| Tremblay Handball                 | SASP             | 4,47 M€         | 2 160 465 €     | 48%         |
| Nancy Handball                    | SASP             | 2,54 M€         | 1 180 270 €     | 47%         |
| Jeunesse sportive de Cherbourg    | Asso. 1901       | 2,21 M€         | 628 427 €       | 28%         |
| Saran Loiret Handball             | SAS              | 2,11 M€         | 963 308 €       | 46%         |
| Bordeaux Bruges LormontP          | SAS              | 1,81 M€         | 784 568 €       | 43%         |
| Pontault-Combault Handball        | Asso. 1901       | 1,54 M€         | 687 602 €       | 45%         |
| Villeurbanne Handball Association | SAS              | 1,53 M€         | 530 000 €       | 35%         |
| Caen Handball                     | Asso. 1901       | 1,47 M€         | 480 228 €       | 33%         |
| Strasbourg Eurométropole Handball | SAS              | 1,35 M€         | 438 198 €       | 32%         |
| Grand Besançon Doubs Handball     | Asso. 1901       | 1,34 M€         | 539 325 €       | 40%         |
| Billère Handball                  | SAS              | 1,33 M€         | 399 470 €       | 30%         |
| Massy Essonne Handball            | Asso. 1901       | 1,26 M€         | 440 750 €       | 35%         |
| Valence Handball                  | Asso. 1901       | 1,22 M€         | 469 720 €       | 39%         |
| Frontignan HandballP              | Asso. 1901       | 1,20 M€         | 509 012 €       | 43%         |
| Dijon Métropole Handball          | SASP             | 1,19 M€         | 706 826 €       | 59%         |
| Sarrebourg Moselle-Sud Handball   | Asso. 1901       | 1,13 M€         | 539 648 €       | 48%         |
| Total                             | Total            | 27,70 M€ (+12%) | 11 460 817 €    | 41,3 %      |
| Moyenne                           | Moyenne          | 1,73 M€ (+12%)  | 716 301 €       | 41,3 %      |
| Médiane                           | Médiane          | 1,41 M€ (+11%)  | 539 487 €       | 38,2 %      |

Remarque : le budget est celui du groupement sportif, c'est-à-dire celui de l'association et de la société si elle existe.

### Équipementiers
| Équipementier      | Équipe                            | Durée          | Ref    |
| ------------------ | --------------------------------- | -------------- | ------ |
| Adidas             | Grand Besançon Doubs Handball     | 2016/09 –      | [ 2 ]  |
| Craft              | Bordeaux Bruges Lormont Handball  | 2021/07 –      | [ 3 ]  |
| Craft              | Massy Essonne Handball            | 2019/09 –      | [ 4 ]  |
| Craft              | Strasbourg Eurométropole Handball | 2019/08 –      | [ 5 ]  |
| Eldera             | Valence Handball                  | 2020/07 –      | [ 6 ]  |
| Hummel             | Billère Handball                  | 2020/07 –      | [ 7 ]  |
| Hummel             | JS Cherbourg                      | depuis ~20ans  | [ 8 ]  |
| Hummel             | Pontault-Combault Handball        | 07/2020 – 2023 | ,      |
| Hummel             | Tremblay Handball                 | 2013/08 – 2025 | ,      |
| Hummel             | Villeurbanne HA                   | 2021/07 –      | [ 13 ] |
| Joma               | Dijon Métropole Handball          | 2022/09 –      | [ 14 ] |
| Puma               | Caen Handball                     | 2019/08 –      | [ 15 ] |
| Puma               | Frontignan Thau Handball          | 2019/06 – 2022 | [ 16 ] |
| Select             | Nancy Handball                    | 2019/07 –      | [ 17 ] |
| Select             | Sarrebourg Moselle-Sud Handball   | 2022/09 – 2025 | [ 18 ] |
| Vestiaire du Sport | Saran Loiret Handball             | 2022/07 – 2024 | ,      |

## Saison régulière

### Modalités
Le classement est défini ainsi :
1. le plus grand nombre de points (2 points pour une victoire, 1 point pour un nul, aucun point pour une défaite, le total pouvant être minoré de points de pénalité),
2. le plus grand nombre de points obtenu dans les confrontations entre les équipes à égalités,
3. la plus grande différence de buts dans les confrontations entre les équipes à égalités,
4. le plus grand nombre de buts marqués à l'extérieur dans les confrontations entre les équipes à égalités,
5. la plus grande différence de buts dans tous les matchs de la compétition,
6. le plus grand nombre de buts marqués dans tous les matchs de la compétition,
7. le plus grand nombre de buts marqués à l'extérieur dans tous les matchs de la compétition.

### Sanctions
Les décisions suivantes ont été prononcées par la Commission d’organisation des compétitions (COC) et la Commission nationale d’aide et de contrôle de gestion (CNACG) de la LNH contre le Sarrebourg Moselle-Sud Handball et le Strasbourg Eurométropole Handball, avec des incidences sur le classement.
Le 26 novembre dernier, Denis Lathoud, alors entraîneur principal de l’équipe première du Strasbourg Eurométropole Handball, cessait définitivement ses fonctions au sein du club. Dans un tel cas de figure, les règlements de la Ligue nationale de handball (LNH) et de la Fédération imposent au club concerné de régulariser sa situation dans un délai de 60 jours francs, en justifiant d’un nouveau contrat d’entraîneur principal, homologué par la Commission juridique de la LNH après avis favorable de la Commission nationale d’aide et de contrôle de gestion (CNACG) de la LNH laquelle vérifie la capacité du financière du club à procéder à un nouveau recrutement ; et du Directeur technique national (DTN) de la fédération, lequel vérifie que l’entraîneur recruté dispose des diplômes requis pour exercer cette fonction. Passé ce délai, chaque rencontre disputée par le club concerné sans que le responsable d’équipe inscrit sur la feuille de match dispose d’un contrat homologué, est considérée comme perdue par pénalité. Saisie d’une demande d’autorisation de recrutement, la CNACG s’est vue contrainte, le 30 janvier, en l’état du dossier présenté par le club, de refuser ce recrutement.
Par conséquent, constatant que le responsable d’équipe inscrit sur les feuilles des matchs comptant pour les journées 16, 17 et 18 ne disposait pas d’un contrat d’entraîneur principal homologué, Strasbourg a été sanctionné de 3 matchs perdus par pénalité (0-20 et -1 point) pour en reporter le bénéfice aux clubs adversaires (20-0 et 2 points), à savoir :
- Frontignan Handball pour la rencontre du 3 février 2023 (J16) ;
- Villeurbanne Handball Association, pour la rencontre du 10 février 2023 (J17) ;
- Tremblay Handball, pour la rencontre du 17 février (J18).

Par ailleurs, la CNACG a prononcé lors de ses séances du 23 et 30 janvier des sanctions contre plusieurs clubs au motif notamment du non-respect de leur budget prévisionnel au titre de la saison 2021-2022. Le quantum des sanctions infligées aux clubs suivants varie selon le degré de gravité de la situation et/ou du dossier disciplinaire du club :
- Strasbourg Eurométropole Handball : 3 points dont 2 avec sursis ;
- Sarrebourg Moselle-Sud Handball: 3 points dont 2 avec sursis ;
- Massy Essonne Handball et Caen Handball : 2 points avec sursis ;
- Bordeaux Bruges Lormont, Valence Handball et Villeurbanne Handball Association : avertissement.

Les délais de recours étant épuisés, ces décisions sont désormais définitives.

### Classement
|    | Équipe                            | Pts  | J  | G  | N | P  | Bp   | Bc   | Diff | Dép   |
| -- | --------------------------------- | ---- | -- | -- | - | -- | ---- | ---- | ---- | ----- |
| 1  | Saran Loiret Handball R           | 48   | 30 | 23 | 2 | 5  | 965  | 855  | 110  | /     |
| 2  | Dijon Métropole Handball          | 47   | 30 | 22 | 3 | 5  | 1001 | 814  | 187  | 3 pts |
| 3  | Tremblay Handball                 | 47   | 30 | 22 | 3 | 5  | 971  | 857  | 114  | 1 pt  |
| 4  | Pontault-Combault Handball        | 43   | 30 | 21 | 1 | 8  | 923  | 862  | 61   | /     |
| 5  | Frontignan Handball P             | 42   | 30 | 20 | 2 | 8  | 994  | 903  | 91   | /     |
| 6  | Caen Handball                     | 33   | 30 | 15 | 3 | 12 | 873  | 876  | -3   | /     |
| 7  | Billère Handball                  | 32   | 30 | 15 | 2 | 13 | 890  | 859  | 31   | /     |
| 8  | Bordeaux Bruges Lormont P         | 30-4 | 30 | 15 | 4 | 11 | 864  | 852  | 12   | 3 pts |
| 9  | Sarrebourg Moselle-Sud Handball   | 30-1 | 30 | 15 | 1 | 14 | 851  | 881  | -30  | 1 pt  |
| 10 | Nancy Handball R                  | 29   | 30 | 13 | 3 | 14 | 919  | 922  | -3   | /     |
| 11 | Massy Essonne Handball            | 24   | 30 | 11 | 2 | 17 | 896  | 923  | -27  | /     |
| 12 | Jeunesse sportive de Cherbourg    | 23   | 30 | 10 | 3 | 17 | 824  | 862  | -38  | /     |
| 13 | Grand Besançon Doubs Handball     | 17   | 30 | 8  | 1 | 21 | 923  | 1008 | -85  | +2    |
| 14 | Valence Handball                  | 17   | 30 | 6  | 5 | 19 | 801  | 920  | -119 | -2    |
| 15 | Villeurbanne Handball Association | 10   | 30 | 4  | 2 | 24 | 816  | 894  | -78  | /     |
| 16 | Strasbourg Eurométropole HB       | -1-4 | 30 | 1  | 1 | 28 | 701  | 924  | -223 | /     |

Légende
- Promu en Starligue 2023-2024
0000et qualifié pour les demi-finales.
- Qualifié pour les demi-finales.
- Qualifié pour les barrages.
- Repêché[23]
- Relégué en Nationale 1 2023-2024.
- Arrêt de la structure professionnelle[24]
- P : Promu de Nationale 1 en 2022.
- R : Relégué de Starligue en 2022.
- -N : points de pénalité (voir supra).

Classement officiel

### Matchs
| Résultats (dom.\ext.)                                      | Besa  | Bord  | Bill  | Caen  | Cher  | Dijon | Fronti | Massy | Nancy | Pont-C | Saran | Sarr  | Stras | Trem  | Vale  | Vill  |
| Besançon                                                   |       | 35-29 | 36-34 | 25-34 | 26-33 | 27-43 | 31-31  | 36-34 | 31-33 | 26-29  | 30-31 | 28-30 | 36-25 | 33-36 | 29-30 | 36-32 |
| Bordeaux                                                   | 39-28 |       | 22-23 | 26-25 | 31-20 | 23-23 | 34-38  | 41-32 | 32-34 | 30-32  | 28-36 | 26-25 | 30-23 | 24-30 | 26-21 | 32-25 |
| Billère                                                    | 35-34 | 29-29 |       | 27-27 | 27-22 | 32-30 | 32-31  | 35-26 | 25-26 | 25-33  | 30-31 | 27-28 | 38-29 | 25-26 | 35-16 | 33-28 |
| Caen                                                       | 30-29 | 36-27 | 28-31 |       | 28-28 | 27-26 | 27-34  | 28-31 | 35-27 | 23-25  | 28-26 | 36-34 | 29-28 | 34-31 | 26-26 | 28-27 |
| Cherbourg                                                  | 30-35 | 28-29 | 25-32 | 29-31 |       | 25-25 | 26-30  | 25-29 | 37-34 | 24-28  | 25-33 | 25-20 | 35-23 | 19-29 | 36-22 | 20-15 |
| Dijon                                                      | 45-32 | 26-29 | 40-27 | 31-26 | 32-22 |       | 38-32  | 39-31 | 34-29 | 42-22  | 30-29 | 38-28 | 38-23 | 35-24 | 36-27 | 31-27 |
| Frontignan                                                 | 41-37 | 33-28 | 29-28 | 32-31 | 34-29 | 28-31 |        | 37-28 | 39-35 | 35-30  | 36-35 | 33-23 | 46-26 | 32-41 | 33-26 | 35-34 |
| Massy                                                      | 40-35 | 24-28 | 31-29 | 32-26 | 28-28 | 27-34 | 33-28  |       | 30-25 | 25-26  | 17-28 | 30-33 | 28-28 | 26-30 | 28-29 | 33-35 |
| Nancy                                                      | 35-29 | 34-26 | 32-28 | 31-35 | 34-22 | 27-34 | 32-37  | 34-38 |       | 28-30  | 34-30 | 34-25 | 28-26 | 31-36 | 37-27 | 28-27 |
| Pontault-Combault                                          | 34-26 | 29-31 | 25-31 | 33-24 | 32-25 | 26-24 | 36-34  | 34-25 | 38-29 |        | 30-32 | 28-29 | 34-26 | 34-30 | 29-27 | 36-24 |
| Saran                                                      | 37-25 | 30-30 | 33-29 | 39-26 | 40-33 | 31-30 | 32-29  | 33-30 | 30-24 | 37-29  |       | 31-26 | 33-29 | 34-29 | 30-30 | 32-30 |
| Sarrebourg                                                 | 32-30 | 26-26 | 30-31 | 32-24 | 19-29 | 27-38 | 29-33  | 35-34 | 28-26 | 36-30  | 26-30 |       | 38-26 | 24-32 | 28-27 | 29-24 |
| Strasbourg                                                 | 35-23 | 22-23 | 24-26 | 24-27 | 28-31 | 24-35 | 0-20   | 24-37 | 28-33 | 26-34  | 30-33 | 25-26 |       | 30-35 | 21-27 | 0-20  |
| Tremblay                                                   | 42-32 | 23-24 | 30-28 | 30-29 | 41-31 | 30-30 | 40-35  | 29-27 | 32-32 | 31-31  | 31-27 | 32-31 | 20-0  |       | 40-25 | 37-34 |
| Valence                                                    | 26-29 | 33-30 | 30-31 | 28-35 | 29-33 | 25-35 | 25-25  | 30-34 | 27-27 | 26-33  | 24-28 | 25-28 | 26-25 | 25-34 |       | 32-29 |
| Villeurbanne                                               | 23-34 | 29-31 | 28-27 | 27-30 | 18-29 | 27-28 | 26-34  | 21-28 | 26-26 | 31-32  | 26-34 | 23-26 | 35-23 | 35-40 | 30-30 |       |
| - Victoire à domicile - Match nul - Victoire à l'extérieur |       |       |       |       |       |       |        |       |       |        |       |       |       |       |       |       |

## Phase finale
|  | Barrages | Barrages                   | Barrages                 | Barrages                   |                       |                       | Demi-finales | Demi-finales | Demi-finales | Demi-finales |  |  | Finale      | Finale      | Finale      | Finale      |
|  |          |                            |                          |                            |                       |                       |              |              |              |              |  |  |             |             |             |             |
|  |          |                            |                          |                            |                       |                       | 3 juin 2023  | 3 juin 2023  | 3 juin 2023  | 3 juin 2023  |  |  | 4 juin 2023 | 4 juin 2023 | 4 juin 2023 | 4 juin 2023 |
|  |          |                            |                          |                            |                       |                       | 3 juin 2023  | 3 juin 2023  | 3 juin 2023  | 3 juin 2023  |  |  | 4 juin 2023 | 4 juin 2023 | 4 juin 2023 | 4 juin 2023 |
|  |          |                            |                          |                            |                       |                       | 3 juin 2023  | 3 juin 2023  | 3 juin 2023  | 3 juin 2023  |  |  | 4 juin 2023 | 4 juin 2023 | 4 juin 2023 | 4 juin 2023 |
|  |          |                            |                          |                            |                       |                       | 3 juin 2023  | 3 juin 2023  | 3 juin 2023  | 3 juin 2023  |  |  | 4 juin 2023 | 4 juin 2023 | 4 juin 2023 | 4 juin 2023 |
|  |          |                            |                          |                            |                       |                       | 3 juin 2023  | 3 juin 2023  | 3 juin 2023  | 3 juin 2023  |  |  | 4 juin 2023 | 4 juin 2023 | 4 juin 2023 | 4 juin 2023 |
|  | 1er      | Saran Loiret Handball      | 38                       | 38                         |                       |                       |              |              |              |              |  |  | 4 juin 2023 | 4 juin 2023 | 4 juin 2023 | 4 juin 2023 |
|  | 1er      | Saran Loiret Handball      | 38                       | 38                         | 24 et 27 mai 2023     |                       |              |              |              |              |  |  | 4 juin 2023 | 4 juin 2023 | 4 juin 2023 | 4 juin 2023 |
|  |          |                            | 4e                       | Pontault-Combault Handball | 34                    | 34                    |              |              |              |              |  |  | 4 juin 2023 | 4 juin 2023 | 4 juin 2023 | 4 juin 2023 |
|  | 5e       | Frontignan Handball        | 4e                       | Pontault-Combault Handball | 34                    | 34                    | 32           | 34           |              |              |  |  | 4 juin 2023 | 4 juin 2023 | 4 juin 2023 | 4 juin 2023 |
|  | 5e       | Frontignan Handball        | 3 juin 2023              |                            |                       |                       | 32           | 34           |              |              |  |  | 4 juin 2023 | 4 juin 2023 | 4 juin 2023 | 4 juin 2023 |
|  | 4e       | Pontault-Combault Handball | 35                       | 39                         |                       |                       |              |              |              |              |  |  | 4 juin 2023 | 4 juin 2023 | 4 juin 2023 | 4 juin 2023 |
|  | 4e       | Pontault-Combault Handball | 35                       | 39                         | Saran Loiret Handball | Saran Loiret Handball | 30           | 30           |              |              |  |  |             |             |             |             |
|  |          |                            |                          |                            | Saran Loiret Handball | Saran Loiret Handball | 30           | 30           |              |              |  |  |             |             |             |             |
|  |          |                            | Dijon Métropole Handball | Dijon Métropole Handball   | 34                    | 34                    |              |              |              |              |  |  |             |             |             |             |
|  |          |                            |                          |                            | 34                    | 34                    |              |              |              |              |  |  |             |             |             |             |
|  |          |                            |                          |                            |                       |                       |              |              |              |              |  |  |             |             |             |             |
|  |          |                            |                          |                            |                       |                       |              |              |              |              |  |  |             |             |             |             |
|  | 2e       | Dijon Métropole Handball   | 34                       | 34                         |                       |                       |              |              |              |              |  |  |             |             |             |             |
|  | 2e       | Dijon Métropole Handball   | 34                       | 34                         | 24 et 27 mai 2023     |                       |              |              |              |              |  |  |             |             |             |             |
|  |          |                            | 3e                       | Tremblay Handball          | 30                    | 30                    |              |              |              |              |  |  |             |             |             |             |
|  | 6e       | Caen Handball              | 3e                       | Tremblay Handball          | 30                    | 30                    | 30           | 28           |              |              |  |  |             |             |             |             |
|  | 6e       | Caen Handball              |                          |                            |                       |                       |              | 28           |              |              |  |  |             |             |             |             |
|  | 3e       | Tremblay Handball          | 27                       | 33                         |                       |                       |              |              |              |              |  |  |             |             |             |             |
|  | 3e       | Tremblay Handball          | 27                       | 33                         |                       |                       |              |              |              |              |  |  |             |             |             |             |
|  |          |                            |                          |                            |                       |                       |              |              |              |              |  |  |             |             |             |             |

Remarques
- en demi-finale, le premier de la saison régulière affronte le vainqueur des barrages le moins bien classé à l'issue de la phase régulière.

## Statistiques et récompenses

### Joueurs du mois
| Mois      | Joueur du mois                                     | Autres nommés                                   | Autres nommés                                  |
| --------- | -------------------------------------------------- | ----------------------------------------------- | ---------------------------------------------- |
| Septembre | Clément Damiani (Bordeaux Bruges Lormont Handball) | Cyril Dumoulin (Tremblay Handball)              | Junior Réault (Massy Essonne Handball)         |
| Octobre   | Jean-Pierre Dupoux (Pontault-Combault Handball)    | Milos Mocevic (Grand Besançon Doubs Handball)   | Luka Radovic (Saran Loiret Handball)           |
| Novembre  | Matteo Fadhuile (Tremblay Handball)                | Jean-Pierre Dupoux (Pontault-Combault Handball) | Gauthier Ivah (JS Cherbourg)                   |
| Décembre  | Maxime Ogando (Nancy Handball)                     | Wassim Helal (Dijon Métropole Handball)         | Paul Oliveras (Frontignan Thau Handball)       |
| Janvier   | Non décerné (trêve internationale)                 | Non décerné (trêve internationale)              | Non décerné (trêve internationale)             |
| Février   | Kevin Mesnard (Frontignan Thau Handball)           | Lucien Auffret (Dijon Métropole Handball)       | Rohnan Conte-Prat (Nancy Handball)             |
| Mars      | Alan Santos (Caen Handball)                        | Matteo Fadhuile (Tremblay Handball)             | Elio Zammit (Bordeaux Bruges Lormont Handball) |
| Avril     | Hakim Jarrar (Nancy Handball)                      | Luka Radovic (Saran Loiret Handball)            | Matteo Fadhuile (Tremblay Handball)            |

### Équipe-type
L'équipe type de cette saison est, :
- Meilleur joueur : Mattéo Fadhuile (Tremblay Handball)
- Meilleur gardien : Kévin Mesnard (Frontignan Thau Handball)
- Meilleur ailier droit : Lucien Auffret (Dijon Métropole Handball)
- Meilleur arrière droit : Louis Tournellec (Billière PPH)
- Meilleur demi-centre : Mattéo Fadhuile (Tremblay Handball)
- Meilleur pivot : Hadrien Ramond (Saran Loiret HB)
- Meilleur arrière gauche : Pau Oliveras (Frontignan Thau Handball)
- Meilleur ailier gauche : Jean-Pierre Dupoux (Pontault-Combault HB)
- Meilleur défenseur : Quiten Colman (Dijon Métropole Handball)
- Meilleur espoir : Daniel Mosindi (Saran Loiret HB)
- Meilleur entraîneur : Asier Antonio (Frontignan Thau Handball)

## Bilan de la saison
| Description                      | Club                              | Commentaire                                            |
| Accession en Starligue           |                                   |                                                        |
| 1er de la phase régulière        | Saran Loiret Handball             | Retour en D1 après 1 saison en D2                      |
| Champion de Proligue             | Dijon Métropole Handball          | Retour en D1 après 9 saisons en D2                     |
| Relégations depuis la Starligue  |                                   |                                                        |
| Avant-dernier                    | Istres Provence Handball          | Retour en D2 après 5 saison en D1                      |
| Dernier                          | Sélestat Alsace Handball          | Retour en D2 après 1 saison en D1                      |
| Relégations en Nationale 1       |                                   |                                                        |
| Avant-dernier                    | Villeurbanne Handball Association | Repêché après la relégation de Bordeaux Bruges Lormont |
| Dernier                          | Strasbourg Eurométropole HB       | Retour en N1 après 5 saisons en D2                     |
| -                                | Bordeaux Bruges Lormont           | Arrêt de la structure professionnelle                  |
| Promotions depuis la Nationale 1 |                                   |                                                        |
| 1er club VAP                     | Angers SCO Handball               | Retour en D2 après 1 saison en N1                      |
| 2e club VAP                      | ASPTT Mulhouse/Rixheim            | A renoncé à l'accession pour budget insuffisant        |
| 3e club VAP                      | HBC Cournon                       | Première accession en D2                               |